# Seznam cerkva v Sloveniji (S)
|  | Seznam cerkva: A B C Č D E F G H I J K L M N O P R S Š T U V W Z Ž |

- Za Sebastijana glej Boštjan
- Za Sigismunda glej Žiga
- Za Slomška glej Anton Martin Slomšek
- Za Srce Jezusovo glej Jezus Kristus
- Za Srce Marijino glej Marija

## Saba
| Slika                     | Cerkev | Naselje  | Župnija  | Škofija |
| ------------------------- | ------ | -------- | -------- | ------- |
| Klikni za spremembo slike | Saba   | Padna    | Krkavče  | KP      |
| Klikni za spremembo slike | Saba   | Podgorje | Predloka | KP      |

## Sikst II.
| Slika                     | Cerkev | Naselje   | Župnija   | Škofija |
| ------------------------- | ------ | --------- | --------- | ------- |
| Klikni za spremembo slike | Sikst  | Predoslje | Predoslje | LJ      |

## Silvester I.
| Slika                     | Cerkev    | Naselje  | Župnija     | Škofija |
| ------------------------- | --------- | -------- | ----------- | ------- |
| Klikni za spremembo slike | Silvester | Nova vas | Opatje selo | KP      |
| Klikni za spremembo slike | Silvester | Šempas   | Šempas      | KP      |

## SimoninJuda Tadej
| Slika                     | Cerkev              | Naselje       | Župnija               | Škofija |
| ------------------------- | ------------------- | ------------- | --------------------- | ------- |
| Klikni za spremembo slike | Simon in Juda Tadej | Ljubljana     | Ljubljana - Črnuče    | LJ      |
| Klikni za spremembo slike | Simon in Juda Tadej | Ljubljana     | Ljubljana - Rudnik    | LJ      |
| Klikni za spremembo slike | Simon in Juda Tadej | Ljubljana     | Ljubljana - Vič       | LJ      |
| Klikni za spremembo slike | Simon in Juda Tadej | Pernice       | Pernice               | MB      |
| Klikni za spremembo slike | Simon in Juda Tadej | Pijava Gorica | Ig                    | LJ      |
| Klikni za spremembo slike | Simon               | Pregara       | Sočerga               | KP      |
| Klikni za spremembo slike | Simon in Juda Tadej | Spodnji Brnik | Cerklje na Gorenjskem | LJ      |
| Klikni za spremembo slike | Simon in Juda Tadej | Voglje        | Šenčur                | LJ      |

## Socerb
| Slika                     | Cerkev | Naselje | Župnija          | Škofija |
| ------------------------- | ------ | ------- | ---------------- | ------- |
| Klikni za spremembo slike | Servul | Artviže | Hrpelje - Kozina | KP      |
| Klikni za spremembo slike | Socerb | Socerb  | Hrpelje - Kozina | KP      |

## Stanislav Kostka
| Slika                     | Cerkev    | Naselje   | Župnija | Škofija |
| ------------------------- | --------- | --------- | ------- | ------- |
| Klikni za spremembo slike | Stanislav | Ljubljana |         | LJ      |